# 1,4-α-グルカン 6-α-グルコシルトランスフェラーゼ
1,4-α-グルカン 6-α-グルコシルトランスフェラーゼ(1,4-a-glucan 6-a-glucosyltransferase、EC 2.4.1.24)は、1,4-α-グルカンのα-D-グルコシル残基を、グルコースまたは1,4-α-D-グルカンの第一級アルコールである6位の水酸基に転移させる化学反応を触媒する酵素である。
この酵素は、グリコシルトランスフェラーゼ、特にヘキソシルトランスフェラーゼに分類される。系統名は、1,4-α-D-グルカン:1,4-α-D-グルカン(D-グルコース) 6-α-D-グルコシルトランスフェラーゼである。その他よく用いられる名前に、oligoglucan-branching glycosyltransferase、1,4-alpha-D-glucan 6-alpha-D-glucosyltransferase、T-enzyme、D-glucosyltransferase等がある。